# COMFORAER
Il COMFORAER, Comando delle Forze aeree della Marina Militare, alle dipendenze del Comando in capo della Squadra navale, ha sede nel comprensorio di Santa Rosa (Roma), ed ha alle dipendenze organiche tutti i velivoli della Marina Militare, sia ad ala fissa sia ad ala rotante, dislocati nelle basi a terra, ed è responsabile del loro addestramento, approntamento ed impiego. Il Comandante è il Contrammiraglio Giancarlo Ciappina dal 16 Giugno 2023.

## Storia
Istituito nel 1999, il COMFORAER è operativo formalmente dal 1º gennaio 2000 e ha ricevuto la bandiera di combattimento il 10 giugno 2005 dal Presidente della Repubblica Carlo Azeglio Ciampi. Il COMFORAER si occupa della gestione delle basi aeree e dei gruppi di volo dell'Aviazione Navale e dell'addestramento degli equipaggi e del personale specialistico, unitamente al supporto tecnico-logistico.

## Organizzazione
Dal COMFORAER dipendono le tre basi di Luni, Catania e Grottaglie e la Sezione Aerea (SEZAER) di Pratica di Mare La componente elicotteristica, costituita da elicotteri EH-101, NH-90 e AB-212. , si articola in 5 gruppi elicotteri dislocati nelle basi di Luni, Grottaglie e Catania, mentre la componente aerea è dislocata in parte presso la Stazione Aeromobili di Grottaglie con quattordici AV-8BII plus e due AV-8B Trainers e in parte presso l'aeroporto di Aeroporto di Pratica di Mare, dove si trovano i velivoli Piaggio P-180.
- MARISTAER Grottaglie
  - GRUPAER
  - GRUPELICOT Quattro
- MARISTAELI Luni
  - GRUPELICOT Uno
  - GRUPELICOT Cinque
- MARISTAELI Catania
  - GRUPELICOT Due
  - GRUPELICOT Tre
- SEZAER Pratica di Mare

### MARISTAELI - Catania
MARISTAELI - Catania è considerata la "culla" dell'Aviazione Navale Italiana, in quanto vi si tengono tutti i corsi per gli specialisti tecnici, ufficiali e sottufficiali, e per gli operatori di volo ed è pertanto un passaggio obbligato per tutto il personale della specialità. MARISTAELI - Catania nacque con il trasferimento dei velivoli del 1º Gruppo elicotteri da Augusta a Catania, in un hangar messo a disposizione dall'Aeronautica Militare presso l'aeroporto di Catania-Fontanarossa e nel 1964 venne anche costituito il 2º Gruppo elicotteri. L'area dalla quale decollavano i grossi Seabat era detta "Pentagono" per la sua forma geometrica.
La tromba d'aria che il 31 dicembre 1964 distrusse gran parte della struttura, compresi i magazzini materiali il cui contenuto venne sparso per l'area aeroportuale, falcidiò anche la linea di volo dei Seabat; infatti per un cortocircuito prodottosi all'interno della struttura, sette dei dieci velivoli in dotazione, visto che l'undicesimo (4-03 con seriale 80237) era andato perso in un incidente di volo, vennero ridotti in polvere di magnesio, ed uno venne talmente danneggiato da dover essere ricostruito in Belgio dalla SABCA; i due superstiti si salvarono solo perché al momento dell'evento erano imbarcati; per rimpiazzarli vennero ceduti dalla United States Navy altri tre Seabat ma in condizioni talmente precarie che gli equipaggi li ribattezzarono "Calmieri"; su queste basi avvenne il trasferimento in tempi record di nuove strutture ricostruite a sud dell'aeroporto e consegnate alla Marina Militare nel dicembre 1967; in concomitanza con il trasferimento dei due gruppi nella nuova struttura, che avvenne qualche giorno prima di Natale, nel 1968 venne costituito anche il 3º Gruppo elicotteri.
Nel 1971 per problemi di sovraffollamento, il 1º Gruppo venne trasferito da MARISTAELI - Catania presso la base di Luni-Sarzana, e da allora MARISTAELI - Catania è rimasta la base operativa del 2º e del 3º Gruppo.
Il Comando di MARISTAELI - Catania oltre al coordinamento e al controllo dell'attività del 2º e del 3º Gruppo, cura anche i servizi amministrativi e logistici della base assicurando l'efficienza delle infrastrutture, gestendo il magazzino che rifornisce sia i due Gruppi elicotteri che i Servizi volo delle Unità navali.
La base dispone del "Dilbert Dunker" per l'addestramento degli equipaggi dei velivoli all'ammaraggio forzato ed al successivo abbandono del mezzo inabissatosi.
Attualmente nel 2º Grupelicot operano gli AB 212 ASW, e nel 3º Grupelicot gli EH-101 ASW, mentre per la sostituzione degli AB 212 del 2º Gruppo con i moderni NH-90 si prospettano tempi lunghi.

### MARISTAELI - Luni
MARISTAELI - Luni nasce il 1º settembre 1967 quando, presso un'installazione dell'Aeronautica Militare in disuso, il piccolo aeroporto militare di Sarzana-Luni, sito in località San Lazzaro nel comune di Sarzana e a circa dieci chilometri dalla base di La Spezia, fu oggetto di importanti lavori per la costruzione d'un eliporto con l'utilizzo dei fondi NATO.
Presso la nuova struttura, consegnata alla Marina Militare il 1º novembre 1968 venne costituito il Comando della Stazione elicotteri della Marina Militare di Sarzana-Luni e nel novembre 1969 il 5º Gruppo elicotteri. All'inizio del 1971 presso la nuova struttura venne anche trasferito da Catania il 1º Gruppo elicotteri. Sulla pista possono operare anche velivoli V/STOL e nella struttura trova posto anche una base aeromobili della Guardia Costiera.
A Sarzana-Luni è stato realizzato l'"Helo Dunker" per l'addestramento degli equipaggi degli elicotteri all'ammaraggio forzato ed al successivo abbandono del mezzo inabissatosi. A differenza del "Dilbert Dunker" di Catania che è essenzialmente per velivoli ad ala fissa, l'"Helo Dunker" è essenzialmente utilizzato per l'addestramento di piloti elicotteristi. La struttura, realizzata con fondi interforze, riproduce da un lato la cabina di un AB 212 e dall'altro quella di un SH-3D ed è sospesa su una piscina in cui viene immersa simulando l'ammaraggio forzato di un elicottero.
Il Comando di MARISTAELI-Luni coordina l'attività dei due Gruppi della base e si occupa dell'efficienza delle infrastrutture aeroportuali e del magazzino che rifornisce sia i Gruppi di volo della base sia i velivoli delle unità imbarcate presso la base di La Spezia.
I velivoli del Reparto eliassalto (1º Gruppo elicotteri) operano da terra o dalla portaerei Garibaldi, ai cui servizi di volo spesso vengono assegnati per missioni ASW/ASuW e cooperano strettamente con il vicino COMSUBIN.
Gli AW-101 nelle diverse versioni quali l'antisommergibile/antinave (ASW/ASuW), l’early warning (HEW) e l'eliassalto (UTI/ASH), hanno progressivamente rimpiazzato i Sea King.
Il 5º Gruppo elicotteri ha il compito di preparare gli elicotteri da destinare alle unità di superficie della base di La Spezia. Inoltre alcuni elicotteri vengono utilizzati in missioni antincendio e in missioni SAR.
Il 15 giugno 2011 al 5º Gruppo elicotteri è stato consegnato il primo esemplare di NH-90 NFH (matricola ditta HITN-04, Matricola Militare 3-04) elicottero destinato a rinnovare profondamente le flotte europee ad ala rotante e che si appresta a divenire il velivolo tattico standard dei Paesi NATO del vecchio continente. Il nuovo elicottero dovrà inizialmente affiancare e successivamente sostituire il glorioso AB212 ASW, per anni pilastro portante dell'Aviazione Navale Italiana.

### MARISTAER - Grottaglie
Le origini della base aerea di Grottaglie risalgono alla prima guerra mondiale dall'esigenza di difendere il porto di Taranto, quando negli anni 1915-1916 furono costruiti i primi hangar per dirigibili e piccoli aerei che operavano prevalentemente in Adriatico.
Nel 1923 con la costituzione della Regia Aeronautica la base passò sotto il controllo della neocostituita forza armata e nel corso della seconda guerra mondiale l'aeroporto subì cinque pesanti bombardamenti che distrussero la gran parte degli aerei della base e le strutture aeroportuali.
Dopo l'8 settembre l'aeroporto venne occupato dalla RAF e nell'estate del 1945 quel che era rimasto dell'aeroporto fu restituito all'Aeronautica Militare Italiana, pur restando presidio degli Alleati sino al 1950 e vista la particolare posizione geografica con la vicinanza con la base navale di Taranto è stata la sede di reparti che hanno cooperato strettamente con la Marina Militare con la dislocazione dei gruppi antisommergibili dell'Aeronautica.
Nel 1972 venne raggiunto un accordo tra la Marina e l'Aeronautica per la realizzazione di infrastrutture per prestare assistenza ai Servizi volo delle unità stanziate nella base Taranto che fino ad allora facevano riferimento al 2º GRUPELICOT di MARISTAELI - Catania e il 1º marzo 1976 a Grottaglie venne costituito ufficialmente il 4º Gruppo elicotteri.
Nel 1979 venuti a cessare i servizi logistici assicurati dall'Aeronautica Militare, a Grottaglie venne costituita il Comando stazione marittima elicotteri denominato MARISTAELI Grottaglie.
Dalla seconda metà degli anni ottanta essendo stato deciso da parte dei vertici della Marina di dislocare a Taranto la portaerei leggera Garibaldi viene costituito il Gruppo aereo cui vennero assegnati i velivoli ad ala fissa.
Attualmente MARISTAER - Grottaglie, il Comando della Stazione marittima aerea, coordina l'attività del 4º Gruppo elicotteri e del Gruppo aereo e si occupa della gestione di tutti i servizi logistici ed amministrativi della base, dell'efficienza delle infrastrutture aeroportuali e della gestione del magazzino di cui si servono sia i Gruppi di volo della base che i Servizi volo delle unità della base di Taranto. Di particolare rilevanza è l'attività del laboratorio elettronico che si occupa delle schede elettroniche dei velivoli; questo perché ormai tutte le componenti di bordo di un aeromobile moderno sono gestite elettronicamente, con vari sottosistemi collegati tra loro da un bus, detto "DataLink" e standardizzato con delle specifiche norme militari.
Il 4º GRUPELICOT svolge compiti di preparazione e manutenzione dei velivoli imbarcati sulle unità di base a Taranto e missioni addestrative a favore di altri Enti o Reparti della Marina Militare, in particolare MARICENTADD, il centro di addestramento della Marina di Taranto presso cui si addestrano gli equipaggi della Marina Militare.
I piloti del 4º GRUPELICOT hanno a lungo cooperato con il COMSQUALI, il Comando squadriglia aliscafi della III Divisione navale per fornire alle unità della classe Sparviero la copertura radar ed il supporto ECM/ESM di cui queste particolari unità navali avevano bisogno.
Nel maggio 1994 nell'ambito del 4º GRUPELICOT è stato costituito il Nucleo lotta anfibia che coopera con il Reggimento "San Marco" e dispone di elicotteri che hanno ricevuto opportune modifiche per questo compito.

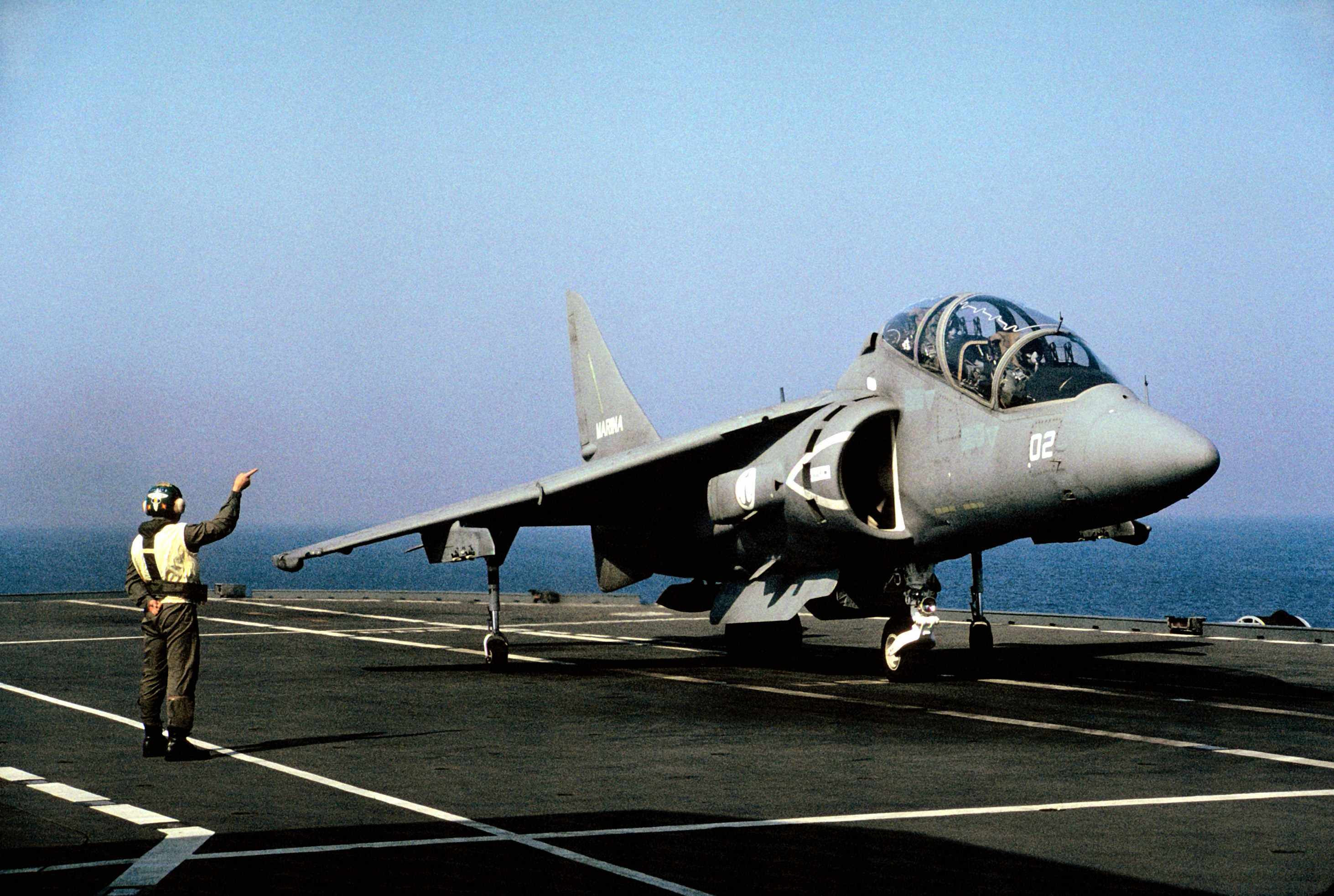
Un TAV-8B Harrier Plus biposto in decollo dal ponte della portaerei Garibaldi.

#### GRUPAER
Il GRUPAER, il Gruppo aeromobili imbarcati, è nato ufficialmente nel febbraio 1991 in previsione della consegna dei primi Harrier II. La consegna ai piloti e tecnici della Marina Militare dei primi due velivoli, due TAV-8B bi-posto in versione da addestramento, avvenne il 7 giugno 1991 presso la base dei Marines a Cherry Point nella Carolina del Nord.
La cerimonia ufficiale di consegna dei velivoli alla Marina Militare avvenne il successivo 23 agosto a bordo del Garibaldi ormeggiato nella base americana di Norfolk in Virginia. Il Gruppo fece rientro in Italia il successivo 24 settembre con i velivoli che raggiunsero la base aerea di Grottaglie.
Nella primavera del 1994 il Garibaldi fece ritorno negli Stati Uniti per ricevere i primi tre AV-8B in versione monoposto. Il resto dei velivoli verrà costruito in Italia su licenza dalla Alenia con la linea di volo composta in totale da 18 velivoli che verrà completata nel novembre 1997.
Il Gruppo aereo Imbarcato del Garibaldi tra l'11 gennaio e il 23 marzo 1995 ha avuto il suo primo impegno operativo reale con la partecipazione alla missione Ibis III in Somalia per il ritiro del contingente di pace delle Nazioni Unite, con gli Harrier II del GrupAer che hanno svolto numerose missioni di ricognizione e supporto ai Marines americani e al Reggimento San Marco. Il GrupAer ha ricevuto la Bandiera di combattimento il 28 giugno 1996 donata dal gruppo ANMI di Andria.

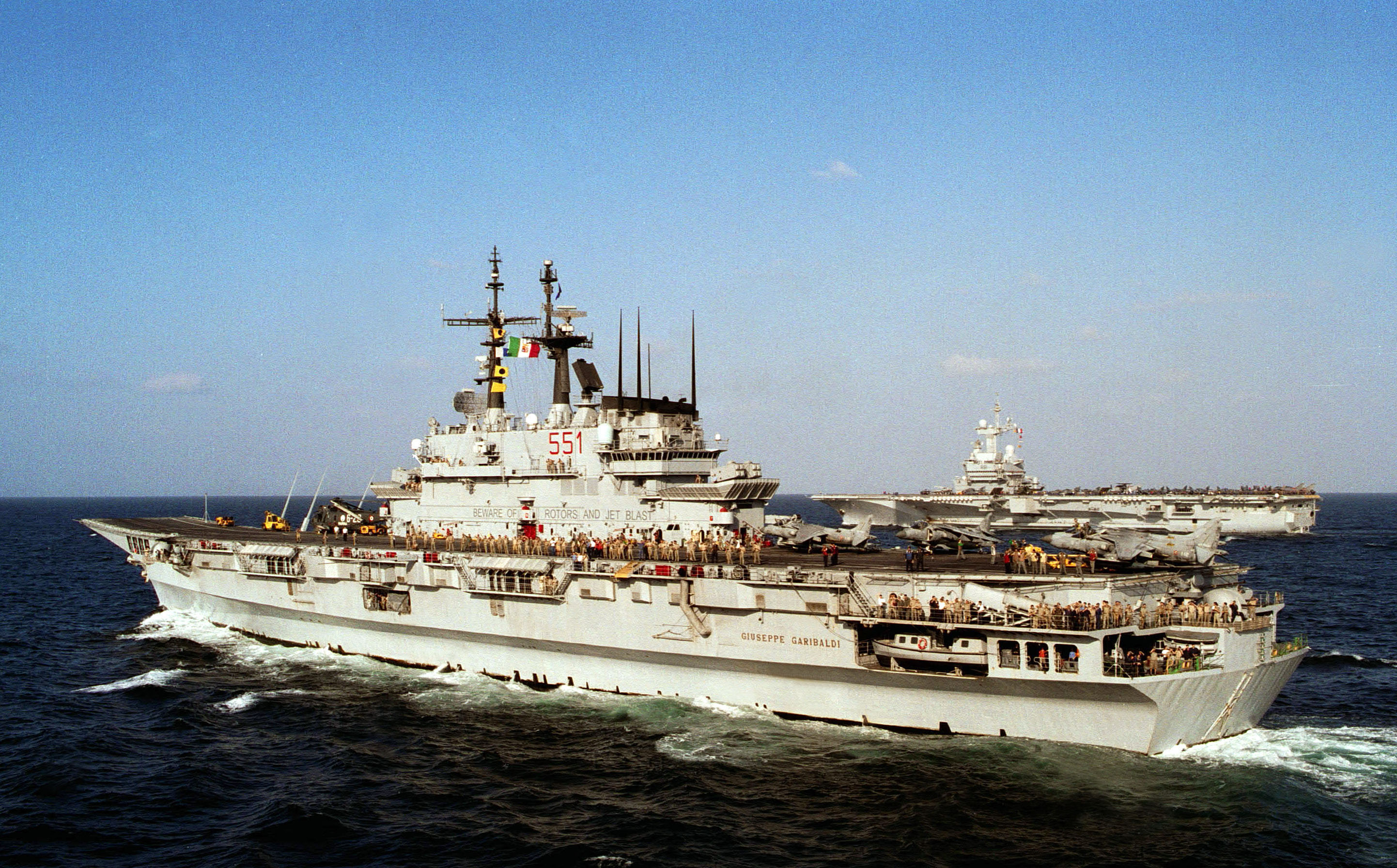
Il Garibaldi (in primo piano) durante l'operazione Active Endeavour nel febbraio 2002

Da marzo a giugno del 1997 il GrupAer ha partecipato all'Operazione “Alba Neo” (Albania Non Combat Evacuation Operation) con velivoli armati che giornalmente decollavano dalla base di Grottaglie, che è un aeroporto civile e con cui l'ente militare condivide l'uso della pista di volo, mentre la zona di stazionamento dei mezzi è situata in un'area diversa dall'aerostazione civile.
Nel 1999 con la guerra del Kosovo e l'impegno dell'Italia nell'Allied Force i caccia AV-8B II+ Harrier del GrupAer imbarcati a bordo del Garibaldi, hanno svolto, a partire dal 13 maggio 1999, 30 sortite per 63 ore di volo, impiegando bombe Mk 82 e GBU-16 e missili AGM-65 Maverick.
In seguito agli attentati dell'11 settembre 2001 e la guerra al terrorismo proclamata dal Presidente degli Stati Uniti Bush, con la partecipazione dell'Italia all'operazione Active Endeavour il GrupAer imbarcato a bordo del Garibaldi ha operato in Oceano Indiano dal 3 dicembre 2001 al successivo 1º marzo 2002 e nel corso della missione gli AV-8B del GrupAer hanno effettuato 288 missioni per complessive 860 ore di volo ed i quasi 1500 componenti degli equipaggi delle unità navali e del gruppo aereo che hanno partecipato alla missione hanno svolto compiti di controllo, intercettazione/interdizione in mare e di supporto aereo e interdizione aerea in territorio afgano.
La struttura è intitolata al tenente di vascello Marcello Arlotta, scomparso nel corso di un'azione bellica svolta a bordo di un dirigibile in Adriatico durante il primo conflitto mondiale, ed è articolata in cinque aree differenti, ognuna delle quali caratterizzata da un hangar, di cui uno assegnato in concessione alla Guardia di Finanza. Degli altri hangar uno è in uso al GRUPAER, un secondo viene impiegato come struttura tecnica per la manutenzione degli elicotteri, il terzo per il ricovero degli elicotteri in linea di volo ed il quarto a disposizione per una futura utilizzazione.

### SEZAER
Dal COMFORAER dipende anche il SEZAER, la sezione aerea di Pratica di Mare, per il soddisfacimento delle esigenze di trasporto logistico della Marina Militare, con tre velivoli PD-180, che svolgono un ruolo importante anche in missioni di sorveglianza marittima grazie al sistema FLIR di cui questi aerei sono equipaggiati.

## Comandanti
IL COMFORAER è formalmente retto da un contrammiraglio, ma essendo al Comandante delle Forze aeree associato l’incarico di Capo del 6º Reparto aeromobili dello Stato maggiore della Marina, può essere anche di grado superiore. 
- ammiraglio Giuseppe De Giorgi (1 gennaio 2000- 27 ottobre 2005)
- contrammiraglio Giuseppe Cavo Dragone (27 ottobre 2005 - 5 settembre 2008)
- ammiraglio di divisione Paolo Treu (5 settembre 2008- settembre 2013)
- ammiraglio di divisione Giorgio Gomma: (12 settembre 2013 - 24 ottobre 2017)
- contrammiraglio Placido Torresi: (24 ottobre 2017 - 7 luglio 2021)[9]
- contrammiraglio Marco Casapieri (dal 7 Luglio 2021 - 16 giugno 2023)
- contrammiraglio Giancarlo Ciappina (dal 16 giugno 2023 - in carica)